# Aldo Montano
Aldo Montano, född den 18 november 1978 i Livorno, Italien, är en italiensk fäktare som bland annat tog OS-brons i herrarnas lagtävling i sabel i samband med de olympiska fäktningstävlingarna 2012 i London.